# Посол бренду
Посо́л бре́нду (англ. Brand ambassador, corporate ambassador) — клієнт, який регулярно користується послугами бренду, радить його друзям та активно підтримує в соціальних мережах.
Посли бренду регулярно купують, рекомендують бренд знайомим, слідкують за життям компанії в соціальних мережах, беруть участь у дискусіях і розповідають про нього друзям.
В електронній комерції бренд-посол є клієнтом, який виступає на користь продукту, передаючи з уст в уста (WOMM) коментарі та повідомлення іншим потенційним клієнтам з надією, що вони приєднаються до певного бренда.
Діяльність бренд-посла може бути подана у вигляді: написання відгуків, рецензій, оглядів продукції і так далі.

## Характеристика посла бренду
Послом бренду може бути:
- Відома людина або VIP-особа, яка передає позитивний образ.
- Роздрібний магазин, який асоціюється зі знаннями бренду.
- Особа, яка використовує рекламований бренд і має багато соціальних зв'язків / доброї репутації у своїй громаді.

Посли брендів твердо вірять у продукт, який вони допомагають рекламувати за допомогою електронного маркетингу з уст в уста.

## Структура дипломатії бренду
1. Ведучий (режисер та координатор).
2. Помічники.
3. Співробітники компанії.
4. Копірайтер.
5. Координатор ЗМІ-підтримки.
6. Зірка, знаменитість.
7. Експерти, компетентні фахівці, що заслуговують довіри серед цільової аудиторії.
8. Задоволені клієнти, добровольці, прихильники, пристрасні споживачі — основні посли.
9. Неактивні посли.
10. Споживачі продукції.
11. Потенційні клієнти[4].